# Terra Natura (Benidorm)

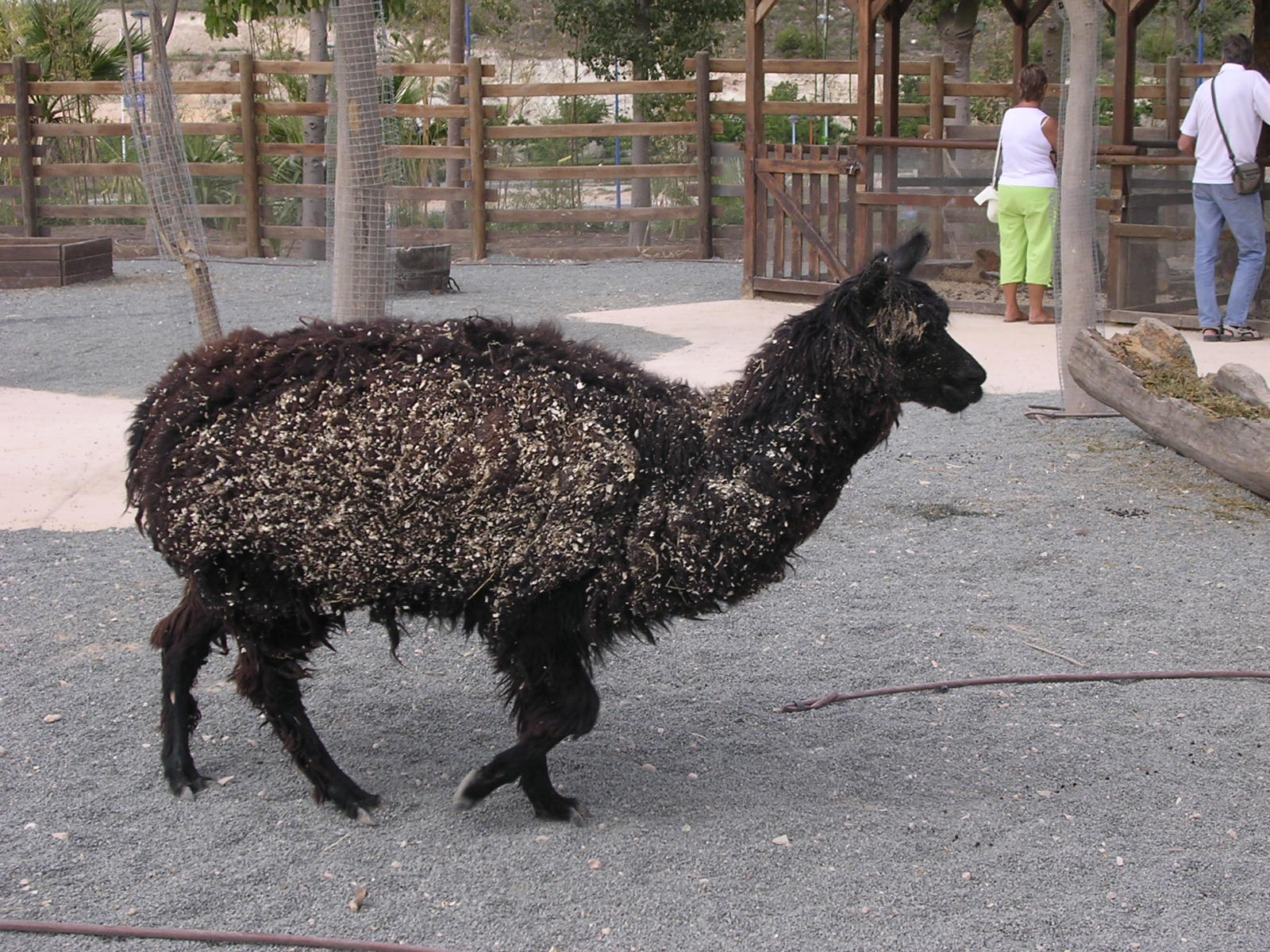
Alpaca a Terra Natura

Terra Natura és un parc zoològic i parc temàtic de Benidorm. Tot i que Terra Aquàtic es presenta com un parc de lleure, el departament Terra Natura té una vocació pedagògica i científica. Participa activament als programes europeus de cria d'espècies amenaçades, en col·laboració amb la Universitat d'Alacant i l'institut universitari Centre Iberoamericà de la Biodiversitat (CIBIO).
Va inaugurar-se el 18 de març de 2005 pel president de la Comunitat Valenciana Francesc Camps Ortiz.

## Àrees del parc
Està dividit en cinc zones temàtiques: Pangea, Europa, Mare Nostrum, Àsia i Amèrica.
Dedicat als animals i la naturalesa, compta amb 1500 animals de 200 espècies diferents. Per al visitant experimentat en parcs temàtics resulta ser una experiència paregudíssima a la del famós parc Animal Kingdom de Walt Disney World, encara que, de moment, amb menor vegetació, i sense atraccions mecàniques.

## Descripció
El parc resulta interessant especialment per als xiquets. Té carrets de lloguer, tant individuals com dobles, que fan les visites infantils més suportables. Així mateix es poden llogar cadires de rodes i motos elèctriques per a persones discapacitades o per a qualsevol que desitge veure el parc d'una manera més còmoda.
Pel que fa a la vegetació, esta és únicament espessa i frondosa en la zona d'Amèrica, a causa de la recreació de l'hàbitat. En les zones d'Àsia i Europa es presenta vegetació menys frondosa i abundant, pel fet que en les zones d'origen és semblant.

### Aqua Natura
Consta de 8 tobogans amb més de 600 metres de recorregut, una gran piscina d'onades, zona infantil, jacuzzis i una piscina amb taurons i altres espècies en què els visitants poden banyar-se.
Recentment s'ha obert en l'interior del volcà de la Pangea una exposició denominada "Món verinós" on s'exposen insectes, rèptils, diversos tipus de bolets nocius, etc.
Disposa d'un parc aquàtic propi, Aqua Natura, de transport intern, una gegantina tirolina de més de 400 m, "El repte de les rapaces", que és la de major longitud d'Europa i que té com a punt de partida la posició elevada del parc i que passa just per damunt de la praderia dels elefants, i, encara en projecte, un cinema 3D en l'interior del volcà de Pangea o "El bany amb ratlles", a l'estiu amb ratlles i taurons, en què els visitants poden gaudir dins de l'aquari i veure, mentre naden, les diverses espècies de peixos que allí s'hi troben.
En cada zona hi ha un restaurant i un autoservei en la zona del parc aquàtic i a Amèrica, encara que s'admet l'entrada de menjar i beguda per part dels visitants.